# Vauxrenard
Vauxrenard é uma comuna francesa na região administrativa de Auvérnia-Ródano-Alpes, no departamento de Ródano. Estende-se por uma área de 19,19 km². Em 2010 a comuna tinha 329 habitantes (densidade: 17,1 hab./km²).